# Herb gminy Domaniów
Herb gminy Domaniów – symbol gminy Domaniów, ustanowiony 1 lipca 2004.

## Wygląd i symbolika
Herb przedstawia na tarczy dzielonej w słup w polu lewym dwa i pół złotych kłosów zboża na zielonym tle, natomiast w polu prawym czerwonym złoty róg, z którego wypadają złote kulki (ziarna). 